# Carme Serrallonga
Carme Serrallonga y Calafell (Barcelona, 3 de abril de 1909 - ibídem, 30 de noviembre de 1997) fue una pedagoga y traductora española. En 1984, se le otorgó la Cruz de San Jorge de la Generalidad de Cataluña y en 1993 el Premio Nacional de las Artes Escénicas.

## Biografía
Nació en el barrio de Sant Martí de Provençals (Barcelona).
Estudió toda su infancia en la escuela francesa ―donde aprendió el francés a la perfección―, hasta que empezó el bachillerato, a los catorce años.
En 1931 se graduó en una licenciatura en Filología en la Facultad de Filosofía y Letras de la Universidad de Barcelona, donde aprendió latín, griego, hebreo y árabe.
En 1932 participó en la fundación del Institut Escola de la Generalidad de Cataluña, academia creada a imagen del Instituto Escuela de la Institución Libre de Enseñanza.
Al poco tiempo, atraída por la investigación, dejó la escuela y se mudó durante un año a Madrid para hacer su doctorado en Filología. En Madrid vivió en la Residencia de Señoritas (rama femenina de la mítica Residencia de Estudiantes) y asistió a las conferencias magistrales de Américo Castro (1885-1972), Jorge Guillén (1893-1984), Ramón Menéndez Pidal (1869-1968), Pedro Salinas (1891-1951) y Claudio Sánchez Albornoz (1893-1984), entre otros.
Cuando regresó a Barcelona se reincorporó a su labor en el Instituto Escuela, que ahora tenía dos sedes. En 1936 estalló la Guerra civil. El 28 de enero de 1939, debido a la amenaza fascista, el Instituto Escuela se vio obligado a cerrar.
Se planteó la posibilidad de exiliarse ―como tantísimos compañeros y compañeras de su generación― pero a pesar de la situación adversa, decidió quedarse en Barcelona y optar por una actitud de resistencia catalanista activa.
Dos días después, el 30 de enero de 1939, con un grupo de sus amigos, antiguos profesores del Instituto ―apoyados económicamente por los padres de los exalumnos― fundaron en una casa particular la escuela Isabel de Villena, continuadora de la labor pedagógica iniciada durante la Segunda República Española.
Carme Serrallonga fue una de las pocas personas que no abandonaría la docencia en catalán.
Al cabo de un tiempo, se convirtió en directora, cargo que mantuvo durante casi cuarenta años.
Esta institución, a pesar de los años negros del franquismo, se caracterizará por la enseñanza en catalán ―a pesar de la persecución de las autoridades gubernamentales (ya que Franco había prohibido todos los idiomas de España, con excepción del castellano)―, el desarrollo de la creatividad de los alumnos a través de la música, el teatro y las artes plásticas, la coeducación y la no inculcación ideológica ni religiosa.
En 1960, Ricard Salvat y Maria Aurèlia Capmany fundaron la EADAG (Escuela de Arte Dramático Adrià Gual), y al día siguiente de su creación Carme Serrallonga comenzó a impartir clases de ortofonía ―hasta 1975―, para formar a los futuros actores en la interpretación y dicción de las obras en catalán.
En su juventud estudió alemán en el Institut Alemany, en Barcelona, porque ese idioma daba prestigio en España. Lo abandonó por completo por motivos ideológicos durante la Guerra civil ―cuando los nazis apoyaron al bando fascista de Franco―.
Después, con el tiempo, cuando se dio cuenta por la prensa que había autores alemanes que estaban en desacuerdo con el horror de aquel momento histórico, un buen día se volvió a poner a leer en alemán, Los Buddenbrooks, de Thomas Mann. Así es que, a principios de los sesenta, a raíz de que su amiga Capmany sugiriera su nombre, Ediciones 62 le encargó su primera traducción: Mi amigo Friedrich (1965), de Hans Peter Richter (1925-1993). Más tarde le encomendaron El pan de los jóvenes (1965), de Heinrich Böll, de quien también tradujo Casa sin amo (1970), y Goethe y su tiempo (1967), de György Lukács, cuya traducción Serrallonga recordaba como «una batalla diaria», por su dificultad ya en la lengua de origen.

## Traducciones
Como escritora, se destacó por sus traducciones al catalán de numerosas obras de autores alemanes como Heinrich Böll, Bertolt Brecht, Alfred Döblin, Friedrich Dürrenmatt, Peter Handke, Wolfgang Goethe, György Lukács y Wolfgang Amadeus Mozart.
Su interés por el teatro y su excelente dominio del lenguaje, la empujaron a empezar a traducir desde diversas lenguas (alemán, inglés, francés e italiano) al catalán. Tradujo una veintena de obras de teatro universal de autores de renombre como Genet, Brecht o Dürrenmatt. A continuación pasó a traducir novelas (Goethe, Döblin, Böll, E. M. Forster y Pirandello, entre otros) y libros para jóvenes y niños, entre los que se destaca Jim Botón y Lucas el maquinista, de Michael Ende.
- El pa dels anys joves (Das Brot der Früh Jahre: ‘el pan de los años jóvenes’) de Heinrich Böll. Barcelona: Edicions 62, 1965.
- Berlín Alexanderplatz de Alfred Döblin. Barcelona: Ediciones de 1984, 1987.
- En Jim Botó i en Lluc el maquinista (Jim Knopf und Lukas der Lokomotivführer: ‘Jim Botón y Lucas el maquinista’) de Michael Ende. Barcelona: La Galera, 1983
- La bona persona de Sezuan (Gute Mensch von Sezu: ‘la buena persona de Sezuán’) de Bertolt Brecht. Barcelona: Aymá, 1967.
- La ronda, de Arthur Schnitzler. Barcelona: Institut del Teatre de la Diputació de Barcelona / Edicions del Mall, 1987.
- El príncep i el captaire (The prince and the pauper: ‘El príncipe y el mendigo’) de Mark Twain. Barcelona: La Galera, 1983.
- Una habitació amb bona vista (‘una habitación con buena vista’), de Edward Morgan Forster. Barcelona: Proa (En todo viento, n.º 251), 1986.
- A la glorieta (In the summer house: ‘en la glorieta’) de Jane Bowles, 1993.
- El dret d’escollir, de Brian Clarke, 1987.
- El jardí dels Finzi-Contini (del italiano), de Giorgio Bassani, 1967.[7]
- El difunt Mattia Pascal (del italiano), de Luigi Pirandello, 1986.[7]
- Una jornada particular (del italiano), de Ettore Scola, 1984.[7]
- Kean: adaptació de l’obra d’Alexandre Dumas (del francés), de Jean-Paul Sartre.[7]
- una obra de Jean Genet.
- Per un sí o per no, de Nathalie Sarraute, 1986.[6]
- Una visita inoportuna, de Copi, 1989.[6]
- La pell de brau y Primera història d’Esther, de Salvador Espriu (traducción al español en colaboración con Santos Hernández y María Aurelia Capmany).[6]

A pesar de ser pedagoga, hasta que en 1983 la editorial La Galera le encarga la traducción de Jim Botón y Lucas el Maquinista, Serrallonga nunca había traducido literatura infantil. A partir de ese momento se concentró en la tarea de hacer accesible al público joven catalán obras de más de una quincena de autores y autoras de este género (ara jóvenes y niños (como Michael Ende, Lois Lowry y Christine Nöstlinger). A los 84 años, después de haber traducido más de cuarenta obras, Carme Serrallonga se puso a estudiar ruso por el placer de poder leer a Anton Chéjov en su lengua original. En los últimos meses antes de morir ―en 1997―, ya estaba traduciendo un libro de poemas de la poetisa rusa Anna Ajmátova.

Traduir és una manera de llegir.
Traducir es una manera de leer.
Carme Serrallonga y Calafell

## Premios
- 1984: la Cruz de San Jorge de la Generalidad de Cataluña.[3]
- 1992: Premio de traducción Ciudad de Barcelona por la versión catalana de la novela A la glorieta, de Jane Bowles.[3]
- 1993: Premio Nacional de las Artes Escénicas.[3]

En la actualidad la Facultad de Filología de la Universidad de Barcelona ―alma mater de la traductora catalana― entrega el premio Carme Serrallonga a la calidad lingüística.